# 澳大利亚人口
2021年3月底有25,772,100人（2006年6月統計時，男性人口有9,799,252，女性有10,056,036；男女比例為49.4%與50.6%。總人口中，澳洲原住民人口有455,031，占總人口比例2.3%。是年有1,407餘萬人在人口普查表上表示出生於澳洲，856,939人於英国、389,463人於紐西蘭；在家中使用粵語者有244,553人、国语者為220,601人；（不包括習慣使用英語的華裔人口即有46.5万人）。

## 數據

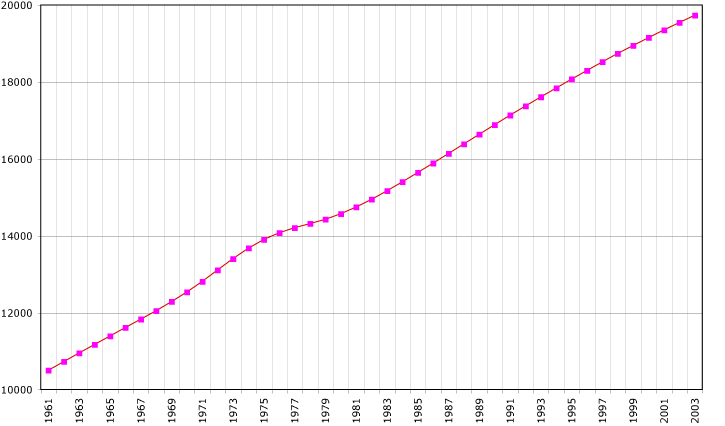
澳大利亞人口統計（1961-2003）
資料來源：FAO，2005年；單位：千人

人口： 25,211,500 人（2019年1月估計）
年齡結構：
- 0-14 歲：17.8%
- 15-64 歲：67.07%
- 65 歲以上：16.14%（2017估計）

年齡中位數：
- 總計：38歲
- 男：37.9歲
- 女：39歲：2017年估計：

人口成長率：0.9%（2017年12月估計）
出生率： 12.1／1,000 人（2017年估計）
死亡率： 7.3 deaths／1,000 人（2017年估計）
淨遷移率： 5.5／1,000 人（2017年估計）
性別比：
- 出生：1.06 男／女
- 15歲以下：1.05 男／女
- 15-64歲：1.03 男／女
- 65歲以上：0.84 男／女
- 總計：1 男／女（2009年估計）

嬰兒死亡率：
- 總計：4.57／1,000 人
- 男：4.95／1,000 人
- 女：4.16／1,000 人（2007年估計）

預期壽命：
- 總計：81.63 歲
- 男：79.25 歲
- 女：84.14 歲（2009年估計）

總生育率： 1.78 嬰兒/婦女（2009年估計）
HIV/AIDS：
- 成人感染比例：0.2%（2007年估計）
- 感染人数：18,000（2007年估計）
- 死亡人数：少於 200（2003年估計）

族群組成：
- 白人 92%、亞裔 7%、原住民和其他 1%

宗教：
- 羅馬天主教 25.8%、英國國教 18.7%、其他基督教 19.4%、佛教 2.1%、伊斯蘭教 1.7%、猶太教 0.4%、其他 2%、未具體說明 11.2%、無 18.7%（2006年普查）

語言：
- 英語 78.5%、義大利語 1.6%、希臘語 1.3%、粤语 1.2%、阿拉伯語 1.2%、官话 1.1%（2006年普查[2]）

識字率：
- 定義：15歲以上有讀寫能力
- 總計：99%
- 男：99%
- 女：99%（2003年估計）

### 出生国家

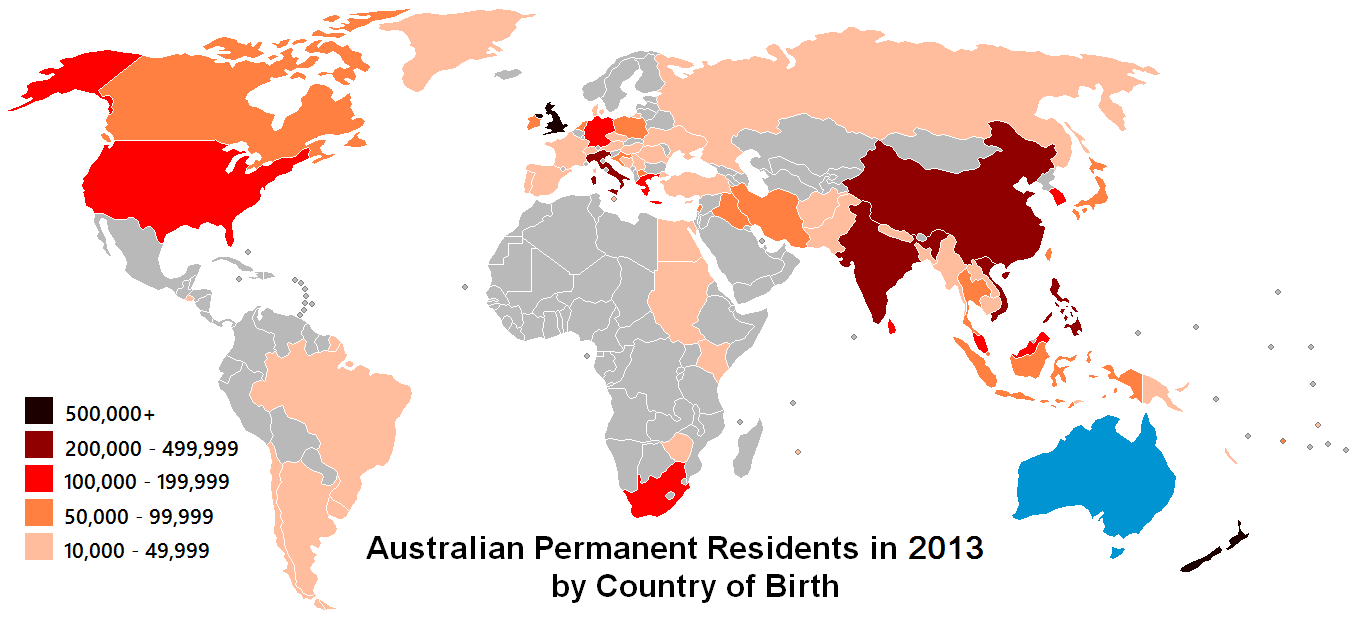
2013年澳大利亚居民出生地

根据人口普查, 截止到2015年6月30日有670万居民出生于澳大利亚之外，占全部人口的28%。居住在澳大利亚，但在中国大陆出生的人口增速极快——自2006年起增长了一倍，于2016年达到51万人 （页面存档备份，存于）——与此同时，在澳台湾人口一直在中國大陆人口的十分之一左右徘徊。
| 出生国家/地區  | 估计人口  |
| -------------- | --------- |
| 英国           | 1,207,050 |
| 新西兰         | 611,380   |
| 中华人民共和国 | 481,820   |
| 印度           | 432,690   |
| 菲律賓         | 236,400   |
| 越南           | 230,170   |
| 義大利         | 198,230   |
| 南非           | 178,680   |
| 马来西亚       | 156,460   |
| 德国           | 125,880   |
| 希腊           | 118,460   |
| 斯里蘭卡       | 114,370   |
| 美国           | 102,730   |
|                | 102,570   |
| 香港           | 94,460    |
| 黎巴嫩         | 92,870    |
| 爱尔兰         | 88,700    |
| 荷蘭           | 83,760    |
| 印度尼西亞     | 80,970    |
| 斐济           | 71,040    |
| 新加坡         | 69,220    |
| 伊拉克         | 68,180    |
| 泰國           | 67,070    |
|                | 64,370    |
| 巴基斯坦       | 57,470    |
| 波蘭           | 55,460    |
| 日本           | 55,370    |
| 中華民國       | 55,110    |
| 伊朗           | 53,510    |
| 加拿大         | 50,490    |
| 北馬其頓       | 50,160    |
| 馬爾他         | 45,030    |
| 埃及           | 44,570    |
| 尼泊尔         | 43,540    |
| 阿富汗         | 43,200    |
|                | 40,860    |
| 土耳其         | 40,290    |
| 法國           | 39,120    |
|                | 38,490    |
| 辛巴威         | 38,380    |
| 柬埔寨         | 35,920    |
| 塞爾維亞       | 34,070    |
|                | 33,130    |
| 緬甸           | 31,040    |
| 智利           | 29,910    |
| 萨摩亚         | 28,540    |
| 模里西斯       | 27,340    |
| 俄羅斯         | 24,470    |
| 巴西           | 24,810    |
| 苏丹           | 23,380    |
| 匈牙利         | 21,240    |
| 賽普勒斯       | 20,550    |

Notes
1. ↑  （僅中國大陸，不包括香港和澳門）

For more information about immigration see Immigration to Australia.